# Aluminit
Aluminit je vodnatý minerál síranu hlinitého se vzorcem: Al2SO4 (OH)4 . 7H2O. Je to zemitý bílý až šedobílý monoklinický minerál, který téměř nikdy nemá krystalickou formu. Jedná se o velmi měkký minerál s tvrdostí 1-2 na Mohsově stupnici. Jeho měrná hmotnost je 1,66–1,82.
Tvoří se v jílovitých a lignitových usazeninách jako oxidační produkt pyritu a markazitu spolu s křemičitany hlinitými. Vyskytuje se také v sopečných sublimátech, v původních ložiscích síry a zřídka i v jeskyních. Často se vyskytuje ve spojení s bazaluminitem, gibbsitem, dolomitem a goethitem.
Poprvé byl popsán v roce 1807, vzorek pocházel z Halle v Německu a pojmenován podle obsahu hliníku. Aluminit je využíván obkladači a zedníky, kde se používá jako látka zkracující dobu tuhnutí malty.